# Alpi di Provenza
Le Alpi di Provenza sono un gruppo montuoso delle Alpi e Prealpi di Provenza.
Si trovano nel dipartimento francese delle Alpi dell'Alta Provenza.

## Classificazione
La Partizione delle Alpi del 1926 parlava di Alpi di Provenza con un'accezione più ampia e comprendendo anche la sottosezione Prealpi di Digne.
La letteratura specializzata francese fa coincidere questa sottosezione al massif des Trois-Évêchés.
La SOIUSA vede le Alpi di Provenza come una sottosezione alpina e vi attribuisce la seguente classificazione:
- Grande parte = Alpi Occidentali
- Grande settore = Alpi Sud-occidentali
- Sezione = Alpi e Prealpi di Provenza
- Sottosezione = Alpi di Provenza
- Codice = I/A-3.I

## Delimitazione
Confinano:
- a nord con le Alpi del Monviso (nelle Alpi Cozie) e separate dal fiume Ubaye;
- ad est con le Alpi Marittime (nelle Alpi Marittime e Prealpi di Nizza) e separate dal Colle d'Allos;
- ad ovest con le Prealpi di Digne (nella stessa sezione alpina).

Ruotando in senso orario i limiti geografici sono: Colle d'Allos, fiume Verdon, torrente Issole, Col de Chalufy, fiume Bléone, torrente Bès, Col de Maure, torrente Blanche, fiume Durance, Lago di Serre-Ponçon, fiume Ubaye, Colle d'Allos. 

## Suddivisione
Sono suddivise in un supergruppo, tre gruppi e sette sottogruppi:
- Catena Séolane-Estrop-Caduc-Blanche (A)
  - Massiccio Grande Séolane-Trois Évêques-Estrop (A.1)
    - Nodo della Grande Séolane (A.1.a)
    - Gruppo della Tête de l'Estrop (A.1.b)
      - Nodo Trois Évêques-Tête de l'Estrop (A.1.b/a)
      - Cresta Tête de Chabrière-Puy de la Sèche-Sommet de la Croix (A.1.b/b)

    - Catena Têtes-Ubac-Blayeul (A.1.c)
      - Cresta Têtes-Ubac (A.1.c/a)
      - Cresta Blayeul-Liman (A.1.c/b)

  - Catena Caduc-Cordoeil (A.2)
    - Cresta Caduc-Mourre de Simanice (A.2.a)
    - Cresta Cordoeil-Maurel (A.2.b)

  - Catena Blanche-Dormillouse-Clot la Cime (A.3)
    - Catena Blanche-Roche Close (A.3.a)
    - Catena Dormillouse-Clot la Cime (A.3.b)
      - Cresta della Dormillouse (A.3.b/a)
      - Cresta del Clot la Cime (A.3.b/b)

## Vette principali

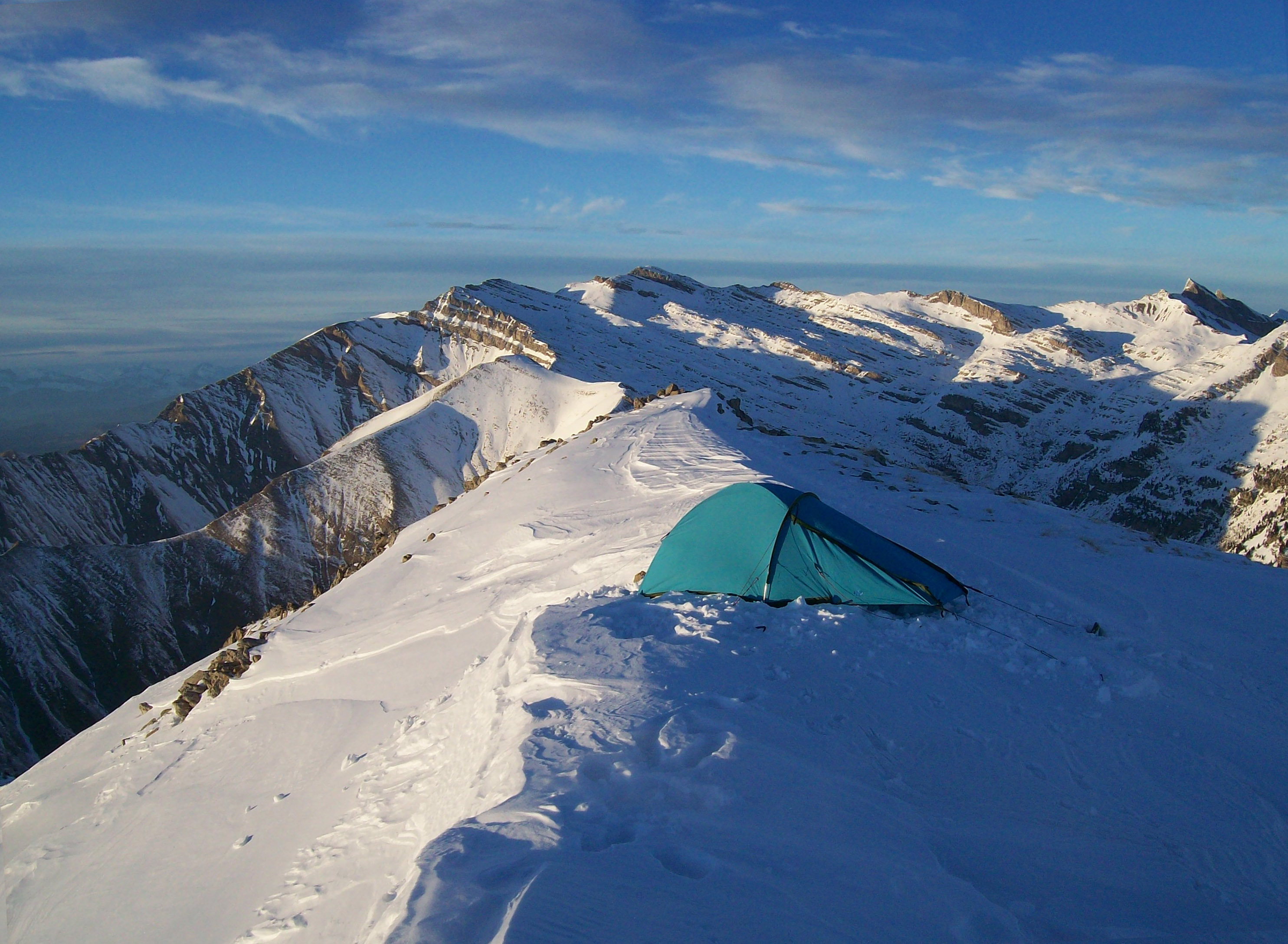
La Tête de l'Estrop vista dal Sommet du Caduc.

Le montagne principali delle Alpi di Provenza sono:
- Tête de l'Estrop - 2.961 m
- Grande Séolane - 2.909 m
- Petite Séolane - 2854 m
- Trois-Évêchés - 2.818 m
- Tête de Chabrière - 2.745 m
- Roche Close - 2.739 m
- Clot la Cime - 2.732 m
- Sommet du Caduc -  2.654 m
- Mourre-Gros - 2.652 m
- Montagne de la Blanche - 2.610 m
- Mourre de Simanice - 2.512 m
- Dormillouse - 2.505 m